# ان‌جی‌سی ۶۸۱۹
ان‌جی‌سی ۶۸۱۹ (انگلیسی: NGC 6819) یک خوشه باز است که در فاصله ۷۲۰۰ سال نوری از زمین در صورت فلکی ماکیان است. این خوشه در ۱۲ مه ۱۷۸۴ توسط کارولینه هرشل کشف شد.